# Adriano (football, 1979)
Pour les articles homonymes, voir Adriano et Vieira.
Adriano Vieira Louzada dit Adriano est un footballeur brésilien né le 3 janvier 1979 à Rio Branco. Il joue au poste d'attaquant.

## Biographie
Il a été sacré trois fois champion du Portugal avec le FC Porto.

## Palmarès
- Champion du Portugal en 2006, 2007 et 2008 avec le FC Porto
- Vainqueur de la Coupe du Portugal en 2006 avec le FC Porto
- Vainqueur de la Supercoupe du Portugal en 2006 avec le FC Porto
- Vainqueur du Tournoi Rio-São Paulo en 2000 avec la Sociedade Esportiva Palmeiras
- Vainqueur de la Copa dos Campeões (Coupe des champions du Brésil) en 2000 avec la Sociedade Esportiva Palmeiras